# Liste der Wappen in Gondomar
Die Liste der Wappen in Gondomar zeigt die Wappen der Freguesias des portugiesischen Kreises Gondomar.

## Município de Gondomar

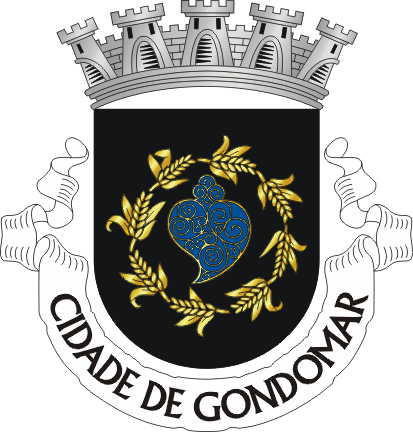
Gondomar
Lage von Gondomar in Portugal

## Wappen der Freguesias

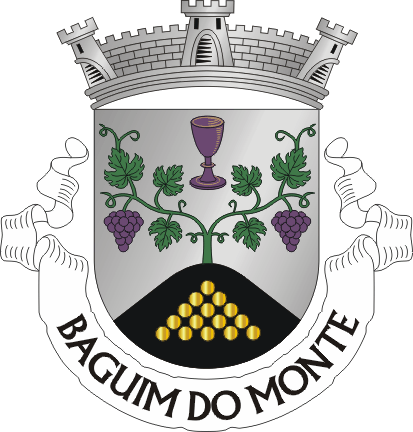
Freguesia Baguim do Monte
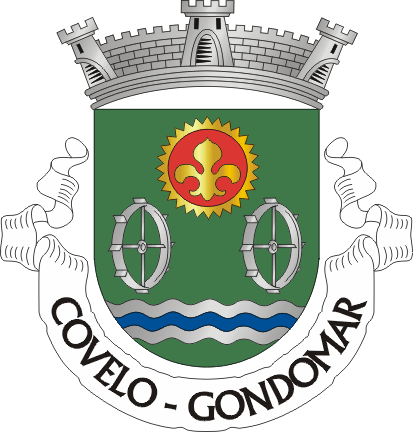
Freguesia Covelo
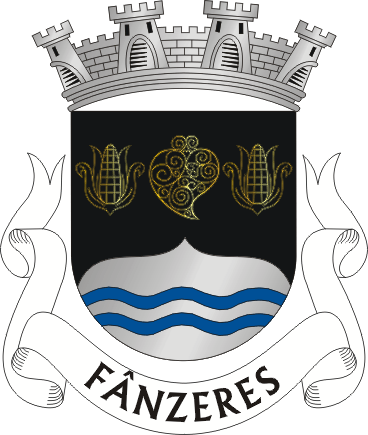
Freguesia Fânzeres
Freguesia Foz do Sousa
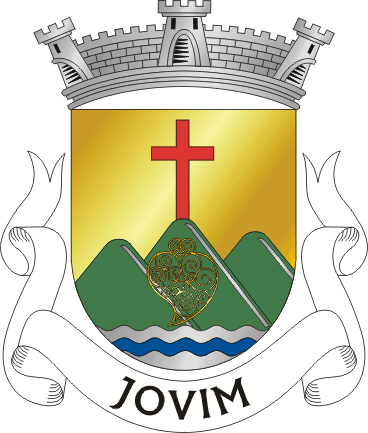
Freguesia Jovim
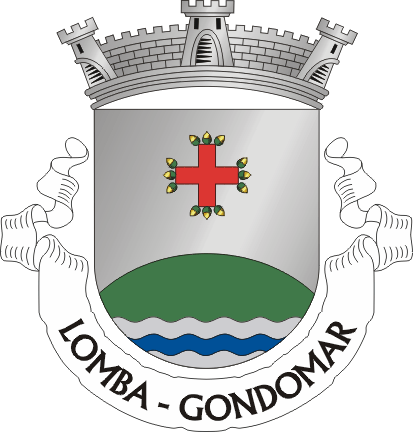
Freguesia Lomba
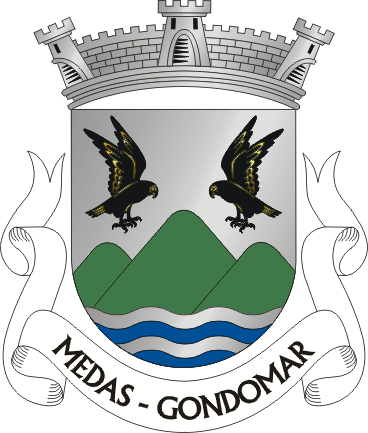
Freguesia Medas
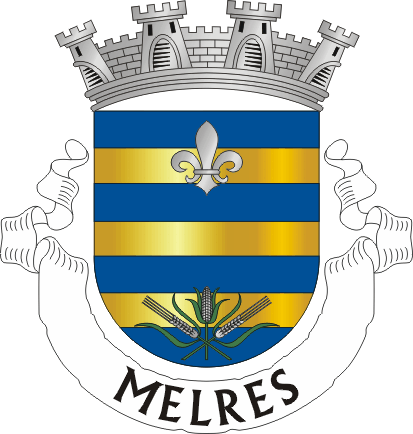
Freguesia Melres
Freguesia Rio Tinto
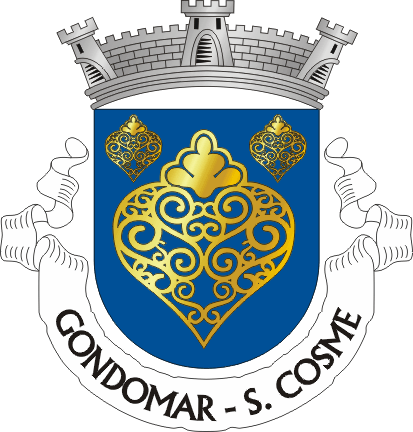
Freguesia São Cosme
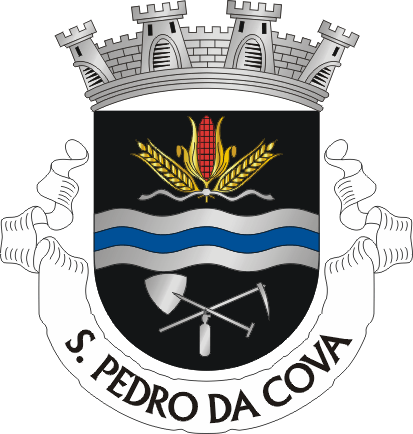
Freguesia São Pedro da Cova
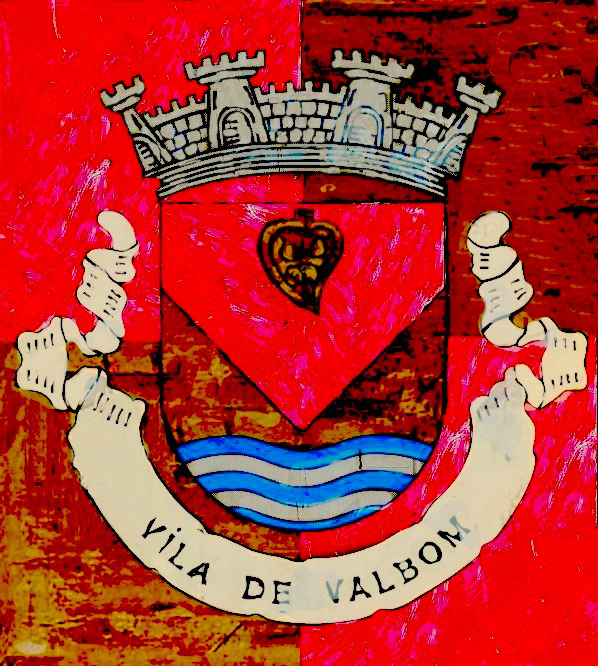
Freguesia Valbom